# Gauthier Madjo-Matsingi
Gauthier Madjo-Matsingi (Clichy, 27 april 1992) is een Frans voetballer. 
Madjo-Matsingi staat sinds 2014 onder contract bij Antwerp FC, waar hij op 31 augustus 2014 zijn debuut maakte tegen SC Eendracht Aalst in de 87ste minuut. Op 13 februari 2015 stond hij voor het eerst aan de aftrap tegen Sint-Truidense VV.

## Statistieken
| Seizoen | Club       | Land   | Competitie    | Wed. | Goals |
| ------- | ---------- | ------ | ------------- | ---- | ----- |
| 2014/15 | Antwerp FC | België | Tweede klasse | 10   | 0     |